# Bedrijfsresultaat
Het bedrijfsresultaat of de is een begrip in de bedrijfseconomie en heeft betrekking op de boekhouding die een onderneming gedurende een bepaalde periode heeft gevoerd. Die periode van de gevoerde boekhouding is meestal een boekjaar. Het bedrijfsresultaat kan ook bedrijfswinst, exploitatieresultaat, netto- of ondernemingswinst worden genoemd.
Het bedrijfsresultaat kan op twee verschillende manieren worden geschreven:
{\displaystyle {\rm {bedrijfsresultaat=}}}
{\displaystyle \quad {\rm {=totale\ opbrengst-totale\ kosten+waarde\ voorraadtoename=}}}
{\displaystyle \quad {\rm {=verkoopresultaat+bezettingsresultaat}}}
De hierin genoemde begrippen kunnen met elkaar worden vergeleken. Zij zijn kunnen worden uitgeschreven in de omzet, kostprijs, de omvang van de voorraad, de variabele en constante kosten en de verwachte en normale bezetting van de productie en verkoop.
Hieronder staan de definities van de genoemde begrippen. De definities worden steeds voor een enkel product gegeven, dat worden verkocht. Indien er meer producten worden gemaakt en er daar in wordt gehandeld, moeten de gevonden waarden voor de aparte producten dus worden gesommeerd. 
- De totale opbrengst van een verkoop is in het ideale geval gelijk aan de omzet, dus gelijk aan de afzet vermenigvuldigd met de verkoopprijs.
- De totale kosten gemaakt voor de verkoop zijn gelijk aan de som van de variabele en de constante kosten die zijn gemaakt, om het product ter beschikking te krijgen.
- De waarde van de voorraadtoename is gelijk aan het verschil van de afzet en de productie of gelijk aan het verschil tussen de afzet en het aantal ingekochte producten, gewaardeerd tegen de fabricagekostprijs of inkoopprijs.
- Het verkoopresultaat of de brutowinst op een product is gelijk aan de afzet ervan vermenigvuldigd met het verschil tussen de verkoopprijs en de kostprijs ervan.
- Het bezettingsresultaat is gelijk aan het verschil tussen de werkelijke productie en de normale bezetting, vermenigvuldigd met de constante kosten per product bij een normale bezetting.

De omzetbelasting, die bij de verkoop op de producten wordt geheven, wordt bij deze berekeningen nog niet in de verkoopprijs meegerekend.